# Justus-Liebig-Haus
Das Justus-Liebig-Haus ist ein Bauwerk in Darmstadt. Benannt wurde es nach dem 1803 hier geborenen Chemiker Justus von Liebig.

## Geschichte und Beschreibung
Auf dem Areal der ehemaligen Altstadt wurde in den Jahren 1961 bis 1964 das Justus-Liebig-Haus errichtet.
Die Planungen für den Neubau reichen bis in das Jahr 1954 zurück.
Die Eröffnung erfolgte am 3. März 1964.
Das Bauwerk ersetzt die bei einem Luftangriff im Jahre 1944 zerstörten Gebäude der Stadtbibliothek und des Altstadtmuseums.
Die Baukosten betrugen 4,2 Millionen DM.
Im Gebäude befindet sich die Stadtbibliothek Darmstadt, die Volkshochschule Darmstadt, ein Saal (Dr.-Günther-Ziegler-Saal) mit 361 Sitzplätzen, sechs Lehrsäle, zwei Werkräume und ein Fotolabor.
Im Keller des Bauwerks wurden vorübergehend die Bestände der Städtischen Kunstsammlung und des Stadtmuseums untergebracht.
Das Foyer des Gebäudes wird für Ausstellungen (Kommunale Galerie) genutzt.
Am 29. Oktober 1994 wurde der mit dem Justus-Liebig-Haus verbundene Erweiterungsbau der Stadtbibliothek eingeweiht.

## Varia
Im Westflügel befindet sich die 1919 gegründete Volkshochschule Darmstadt.
Im Kellergeschoss des Justus-Liebig-Hauses residieren der Landesverband Hessen des Freien Deutschen Autorenverbandes (FDA) und die Darmstädter Tonband- und Stereofreunde.